# Lotta Stach
Lotta Stach (* 30. April 2002) ist eine deutsche Basketballspielerin.

## Laufbahn
Stach begann bei Blau-Weiss Buchholz mit dem Basketballsport und wechselte dann in die Nachwuchsabteilung der BG Rotenburg/Scheeßel. 2017 wurde sie ins Zweitligaaufgebot der BG aufgenommen und blieb dort bis April 2021.
Stach wurde im Altersbereich U15 deutsche Jugendnationalspielerin und war bis zur U20 Mitglied der jeweiligen Jugendauswahlen des Deutschen Basketball-Bundes.
In der Sommerpause 2021 wechselte die 1,78 Meter große Aufbauspielerin in die 1. Damen-Basketball-Bundesliga zu den Lions SV Halle, die seit 2022 als Mitteldeutscher BC antreten. Im Januar 2024 kam auch ihre Schwester Emma nach Halle, beide hatten in der Bundesliga zuvor nie im selben Verein gespielt.

### Familie
Lotta Stach ist die Tochter des Sportjournalisten Matthias Stach. Ihre Schwester ist Basketballspielerin Emma Stach und ihr Bruder Fußballspieler Anton Stach.